# Intercanvi de claus
Els protocols d'intercanvi de claus (key establishment protocols) també coneguts com a protocols d'establiment de claus  (key exchange protocols) són protocols criptogràfics en què s'estableix una seqüència de passos entre dos o més participants a través de la qual els participants es posen d'acord en el valor d'una informació secreta compartida. A la informació secreta compartida se l'anomena clau pel fet que aquesta informació se sol usar com a clau d'algun algorisme criptogràfic.

## Exemples
- Protocol de Diffie-Hellman
- El protocol ElGamal de negociació de claus[3] proveeix negociació en un sol pas i autenticació unilateral (del receptor cap a l'emissor) si la clau pública del receptor és coneguda per endavant per l'emissor.
- El protocol  MTI/A0 ,[4] emprant dos missatges i sense requerir firmes, proporciona claus de sessió variables en el temps amb mútua autenticació implícita de claus contra atacs passius.
- El protocol  STS [5] és una variant de tres passos de la versió bàsica que permet l'establiment d'una clau secreta compartida entre dues parts amb mútua autenticació d'entitats i mútua autenticació explícita de les claus. El protocol també facilita l'anonimat: les identitats de  A  i  B  poden protegir-se contra l'adversari  I . El mètode empra signatures digitals.